# 付集镇 (项城市)
付集镇，是中华人民共和国河南省周口市項城市下辖的一个乡镇级行政单位。

## 行政区划
付集镇下辖以下地区：
郭沟村、付集村、高刘村、汪营村、直河村、付庄村、曹营村、韩营村、于寺村、冯寨村、张埝村、李大庄村、官庄村、双庙村、于楼村、黄庙村、崔小庄村、单庄村、马庄村、于寨村和苏李村。